# Marjorie Bowen
Marjorie Bowen (pseudoniem van: Gabrielle Margaret Vere Lange, meisjesnaam Campbell, Hayling Island-Hampshire, 1 november 1885 - 23 december 1952) was een Britse auteur die historische romances, bovennatuurlijke horrorverhalen, populariserende geschiedenisboeken en biografieën schreef.
Bowen schreef in totaal meer dan 150 boeken, waarvan het grootste onder dit pseudoniem. Verder gebruikte ze de schuilnamen Joseph Shearing, George R. Preedy, John Winch, Robert Paye en Margaret Campbell. Onder de naam Joseph Shearing waren dat voornamelijk gothic novels met onheil en mysterie.
In Nederland was ze lid van de Maatschappij der Nederlandse Letterkunde.
Bowens titels The Church and Social Progress, Wrestling Jacob, en The Life of John Knox werden opgenomen in de Thinker's Library.